# Glenview Hills
Glenview Hills – miasto w Stanach Zjednoczonych, w stanie Kentucky, w hrabstwie Jefferson.